# Planetario meccanico

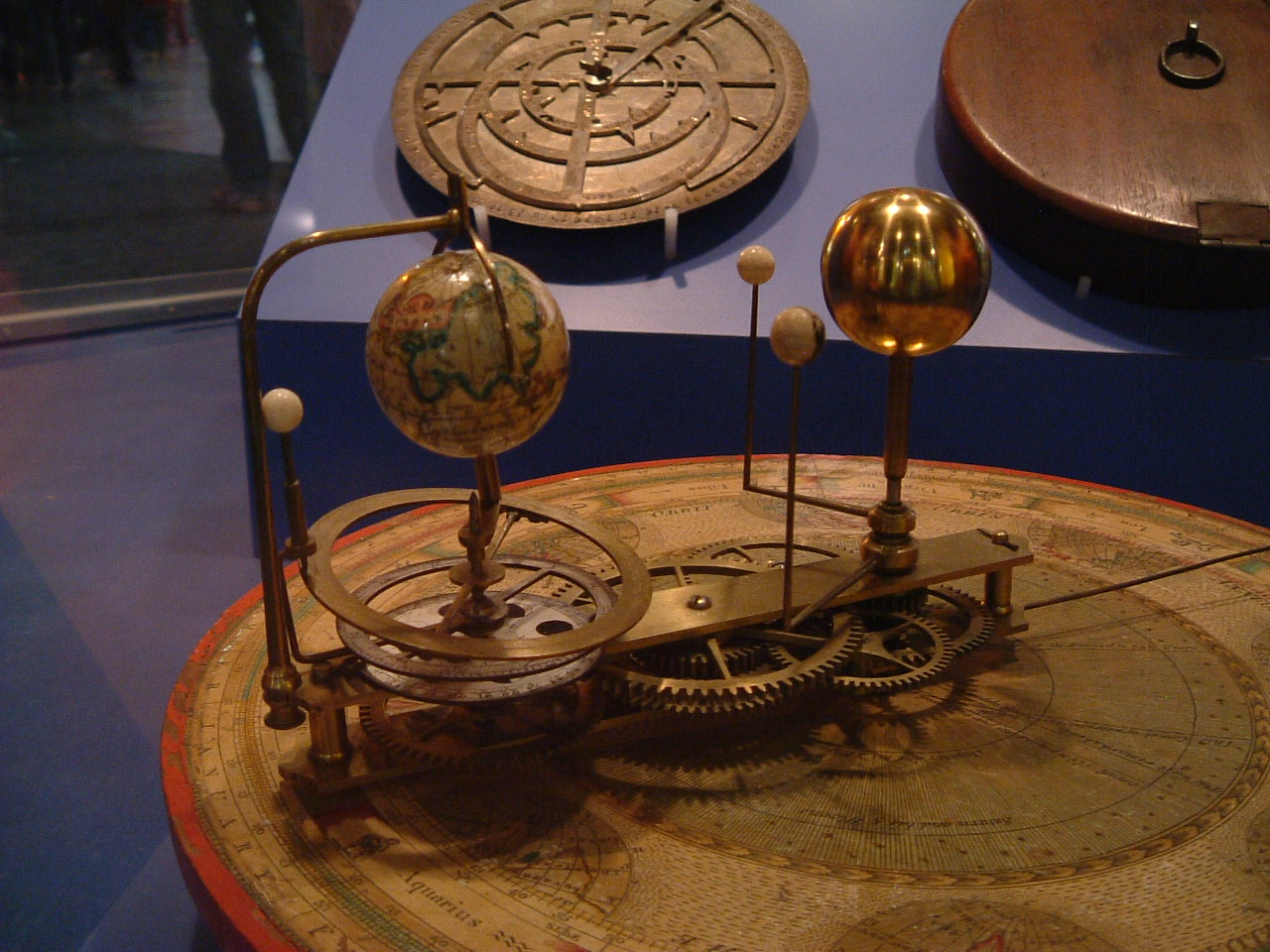
Un piccolo planetario che mostra la Terra e pianeti interni

Un planetario meccanico è un modello del Sistema solare che mostra le posizioni e le velocità relative dei pianeti e dei satelliti secondo il modello eliocentrico. Talvolta sono rappresentate anche le dimensioni in scala dei corpi, ma non sempre risulta pratico dato il grande rapporto presente tra le dimensioni reali. Il primo planetario meccanico dell'età moderna fu costruito nel 1704 e uno dei primi fu presentato a Charles Boyle, IV conte di Orrery (Con questo nome sono difatti conosciuti nel mondo anglosassone). Sono solitamente costituiti da un meccanismo ad orologeria con un globo al centro che rappresenta il Sole da cui partono braccia alle cui estremità sono attaccati modelli dei pianeti.

## Storia

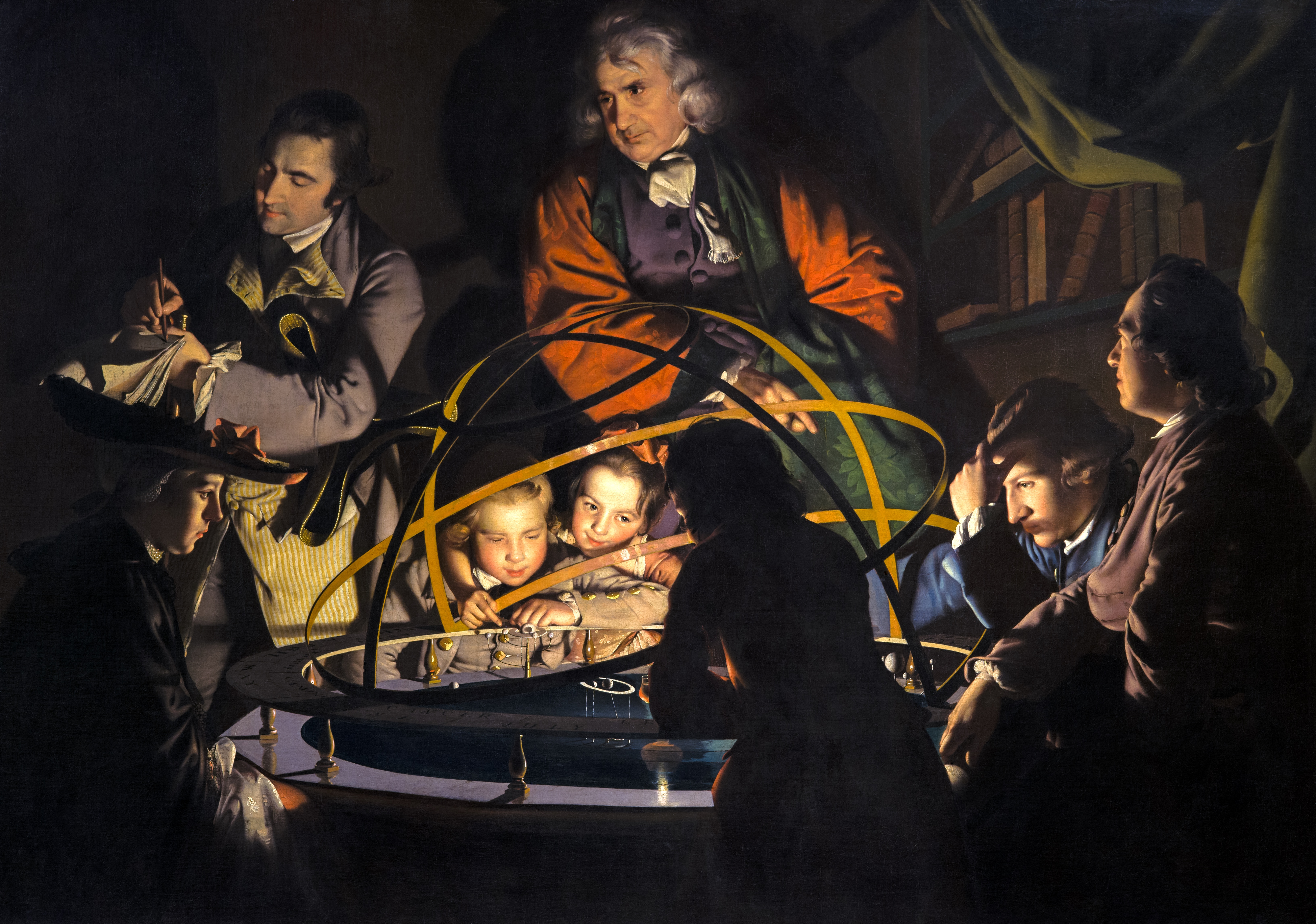
Filosofo tiene una lezione sul planetario (ca. 1766) di Joseph Wright of Derby

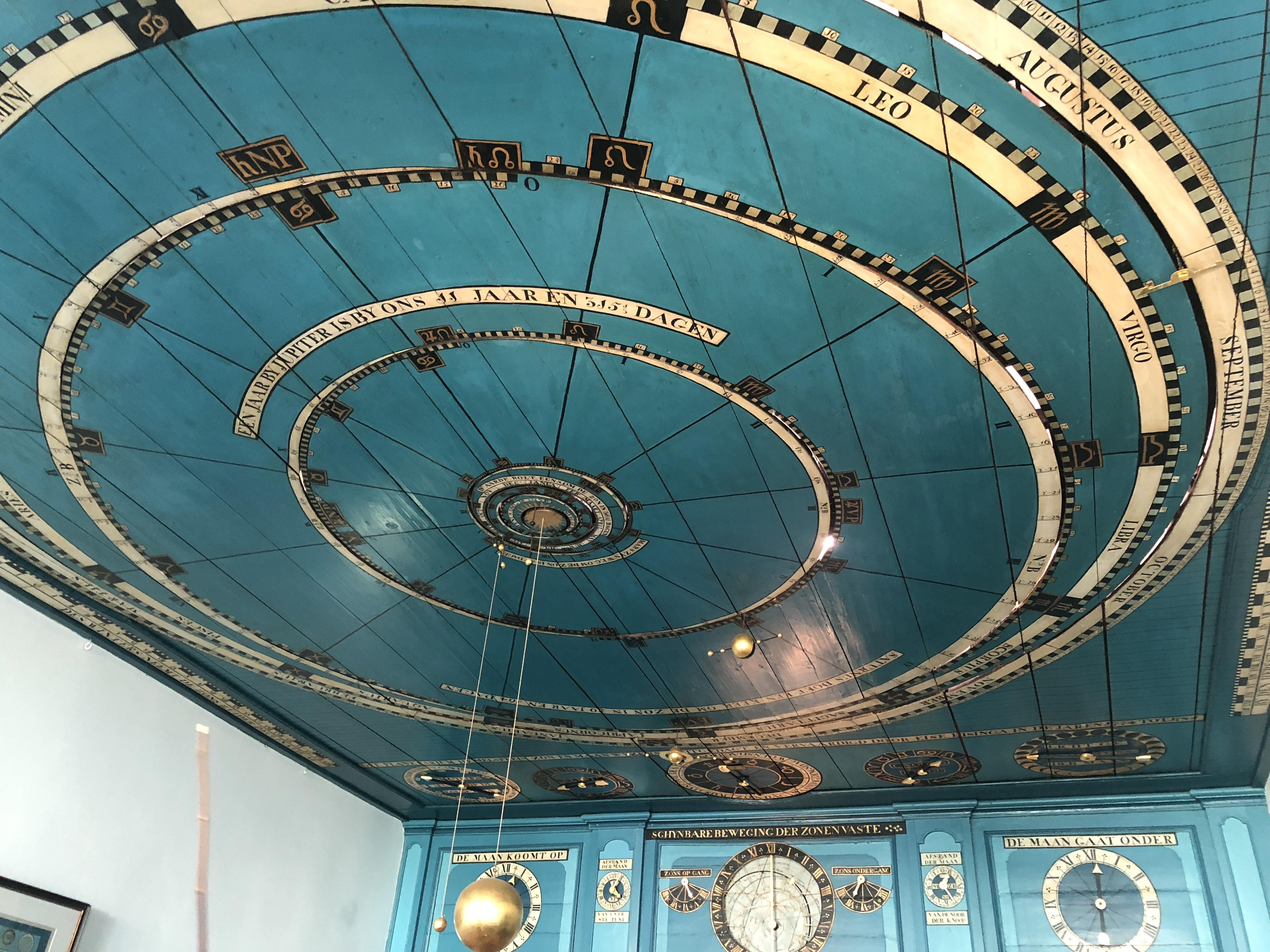
Il planetario meccanico di Eise Eisinga

Gli orologiai George Graham e Thomas Tompion costruirono il primo planetario meccanico intorno al 1704 in Inghilterra. Graham diede il primo modello, o forse solo il progetto, al liutaio John Rowley di Londra affinché ne facesse una copia per il Principe Eugenio di Savoia. A Rowley fu anche commissionata un'altra copia per il suo patrono Charles Boyle, IV conte of Orrery. Tale modello fu presentato al figlio di Charles, John, il quale divenne poi il V conte di Cork e V conte di Orrery.
Un famoso planetario meccanico fu costruito da Eise Eisinga nella sua casa a Franeker, nei Paesi bassi, dal 1774 al 1781. Esso mostra i pianeti attraverso tutto il soffitto della stanza ed è in funzione, praticamente senza interruzioni, dal momento della sua costruzione. Tale planetario è sia una macchina complessa che mostra le orbite dei pianeti che un planetario nel senso di luogo in cui, come a teatro, è possibile osservare il movimento dei pianeti. La casa di Eisinga fu comprata dalla famiglia reale olandese la quale diede al costruttore un vitalizio.

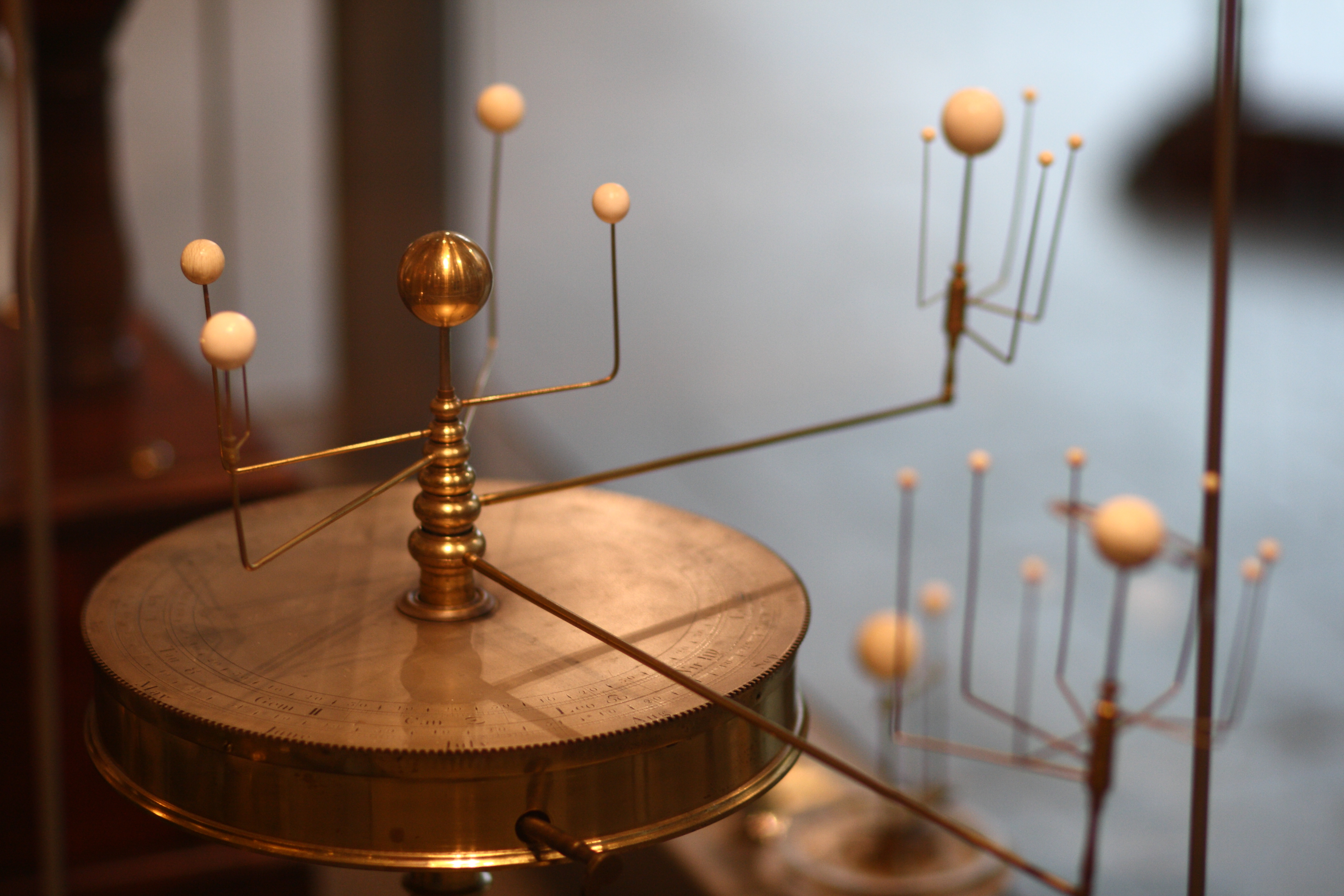
Un planetario meccanico di Benjamin Martin del 1766, usato ad Harvard

Nel 1764, Benjamin Martin ideò un nuovo tipo di modello planetario, nel quale i pianeti erano supportati da bracci concentrici di ottone. Con tale costruzione era però difficile fare in modo che i pianeti ruotassero intorno al proprio asse e che i satelliti orbitassero attorno ai propri pianeti. Martin suggerì che il tipico planetario meccanico dovesse essere costituito solo da tre parti: il planetario attorno al quale i pianeti dovrebbero girare, il tellurio, il quale dovrebbe mostrare l'inclinazione dell'asse terrestre e la sua orbita attorno al Sole e il lunario che invece mostrerebbe la rotazione eccentrica della Luna attorno alla Terra.

## Nella cultura di massa
- Nel videogioco del 2009 Ghostbusters: Il videogioco, Un planetario meccanico è usato per allineare le dimensioni del "Mondo dei fantasmi" e il mondo vero.
- Nel livello Red's Laboratory nel gioco Spyro: A Hero's Tail si può vedere un planetario meccanico azionato elettricamente. È usato per aprire le porte che portano alle altre parti del livello grazie a dei laser che colpiscono degli interruttori sopra ogni porta.
- Un grosso planetario meccanico appare in una scena del film Lara Croft: Tomb Raider (2001). Nel gioco del 2015 Rise of the Tomb Raider, Lara attraversa il planetario meccanico della città leggendaria di Kitezh mentre era alla ricerca della sorgente divina.
- Un planetario meccanico è utilizzato per determinare l'avvenire delle eclissi totali nel film Pitch Black.
- Tra gli strumenti scientifici che Tarzan vede nel film del 1999 Tarzan c'è un planetario meccanico.
- Nel film del 2012  Prometheus a bordo della navicella Juggernaut si può vedere un planetario meccanico.
- Nel videogioco Prince of Persia: Le sabbie dimenticate, il protagonista manovra un gigantesco planetario meccanico azionato ad acqua per raggiungere la parte opposta di una delle due torri del palazzo.
- Il popolare gioco di costruzioni Meccano è talvolta utilizzato per costruire planetari meccanici molto precisi. Il modello 391, il primo planetario meccanico costruito in tale modo, fu descritto nel giugno del 1918 nel manuale della Meccano.[3][4]